# Matilde de Lerma
Matilde de Lerma (Borja (Aragó), 12 de setembre de 1875 - Madrid, 16 de febrer de 1956) fou una soprano.
Era filla de Buenaventura Lajusticia, natural d'Ambel, i de Luisa Sánchez, natural de Borja. Li va ser imposat el nom de Diega. Es deia, per tant, Diega Lajusticia Sánchez. Sent nena, els seus pares es van traslladar a Madrid, on va poder iniciar els estudis de cant, sota el mestratge del gran baríton italià Napoleone Verger. De seguida es revelà com una gran artista, que molt aviat va triomfar als escenaris de tot el món. Va cantar al Gran Teatre del Liceu de Barcelona.
Va contraure matrimoni a la parròquia de Sant Jerónimo el Real de Madrid, el 15 de juliol de 1916. Des d'aquell moment, la seva carrera artística es va interrompre, quan amb 41 anys encara collia grans èxits.